# Sicca
|  | Per a altres significats, vegeu «Sicca Veneria». |

Sicca (llatí: Sicca) fou un amic de Ciceró. Quan Ciceró va haver de sortir de Roma, es va refugiar a la propietat de Sicca a Vibo, al Brútium, l'any 58 aC, on es va assabentar del seu desterrament i va sortir llavors cap a Brundusium, on esperava trobar-se amb Sicca, però va romandre decebut perquè, quan va arribar, Sicca ja havia partit.
Plutarc sembla referir-se a la mateixa persona, però l'anomena Οὐίβιος, Σικελὸς ἀνήρ ('Vibi, un home sicilià'), quan diu que Sicca li va refusar hospitalitat a Vibo; però això segurament no és correcte, car el 44 aC Ciceró es va refugiar altre cop a la propietat de Sicca a Vibo.